# アンドレアルフス

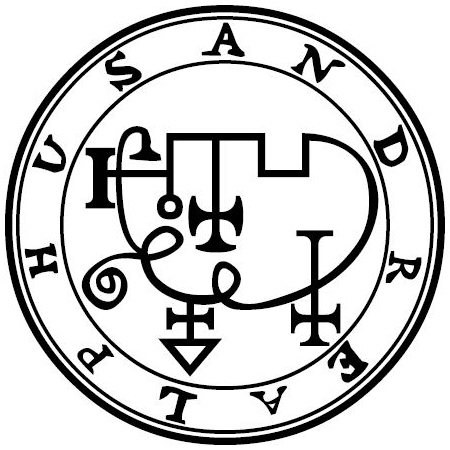
『ゴエティア』に記されたアンドレアルフスのシジル

アンドレアルフス（Andrealphus）またはアンドロアルフス（Androalphus）は、悪魔学における悪魔の一人。

## 概要
『ゴエティア』によると、地獄の30の軍団を率いる序列65番の大侯爵。
最初は騒音と共に孔雀の姿で現れるが、しばらくすると人間の姿を採る。幾何学を完璧に教え、測量に関わるあらゆる技術や巧みな弁論術も教えてくれる。天文学にも精通させてくれる。また、人間の生け贄を与える事で人を鳥の姿に変える力も持つ。コラン・ド・プランシーによればアンドレアルフスは屁理屈の伝道者であり、人の顔だけを鳥に変えて司法の追及の手から逃がすことがあるという。

## 日本のオカルトでのアンドレアルフス
伝統的な悪魔に独自設定を付け加えたことで知られる江口之隆は、『西洋魔物図鑑』でアンドレアルフスに人間の姿を取るときには猿と熊を連れた牛飼いの姿をとるという設定を付け加えている。